# پیتر سوبوتا
پیتر سوبوتا (انگلیسی: Peter Sobotta؛ زادهٔ ۱۱ ژانویهٔ ۱۹۸۷) جودوکار، ورزشکار هنرهای رزمی ترکیبی و تکواندوکار اهل آلمان است. وی بین سال‌های ۲۰۰۴ تا ۲۰۲۰ میلادی فعالیت می‌کرد.